# Farid Talhaoui
Farid Talhaoui (en arabe : فريد الطلحاوي) est un footballeur franco-marocain né le 10 février 1982 à Angers. Il évolue au poste de milieu offensif au Vénissieux FC.

## Biographie

### Club
Il commence sa carrière professionnelle en février 2002 avec Guy Lacombe à l'En Avant de Guingamp. 
Le joueur connaît des blessures à répétition à partir de la saison 2004-2005. Il ne parvient alors jamais à réaliser une saison entière. Son court passage au FC Lorient en prêt en 2007 laisse augurer de belles choses pour la suite, mais rien n'y fait. Son contrat avec Guingamp prend fin en juin 2008. Il est alors proche de signer au FC Metz, mais le joueur et le club ne parviennent pas à se mettre d'accord.
En septembre 2008, il effectue un test au Wydad de Casablanca, et le coach du club, Badou Ezzaki, décide de le garder. Talhaoui évolue alors sous les couleurs du Wydad de Casablanca en championnat du Maroc. 
Pour sa première année au Maroc, Farid Talhaoui est finaliste de la Ligue des champions arabes. Il est par la suite sacré Champion du Maroc en 2010 avec le WAC.
En novembre 2012, il s'engage en faveur de l'AS Lyon-Duchère, équipe évoluant en CFA.

### Sélection
Il dispute les Jeux olympiques de 2004 avec l'équipe du Maroc, sortie au premier tour en finissant troisième du groupe D derrière l'Irak et le Costa Rica. 

## Carrière
- 2001-2007 : EA Guingamp  France
- 2007-2007 : FC Lorient  France
- 2007-2008 : EA Guingamp  France
- 2008-2012 : Wydad de Casablanca  Maroc
- nov. 2012-2013 : AS Lyon-Duchère  France
- Depuis 2013 : Olympique de Khouribga  Maroc[2]

## Palmarès

### En Club
- Wydad de Casablanca :
  - Finaliste de le Ligue des champions de la CAF en 2011
  - Champion du Maroc en 2010
  - Finaliste de la Ligue des champions arabes en 2009

### En Sélection
- 3e meilleur joueur aux JO de 2004 à Athènes